# Crella papillosa
Crella papillosa är en svampdjursart som först beskrevs av Schmidt 1870.  Crella papillosa ingår i släktet Crella och familjen Crellidae.
Artens utbredningsområde är Florida. Inga underarter finns listade i Catalogue of Life.